# Сасыкольский район
Сасыкольский район — упразднённый район (административно-территориальная единица) Астраханской области, существовавший 1944—1963 годах. 
Образован в мае 1944 года из части Харабалинского района. По состоянию на 1956 год включал 5 сельсоветов (центры сельсоветов — сёла Пироговка, Золотуха, Удачное, Михайловка, Сасыколи). В феврале 1963 года район был ликвидирован. Территория разделена между Владимировским и Харабалинским районами.